# Carlo Jones
Carlo Jones (2 januari 1939 - 10 oktober 2016) was een Surinaams saxofonist. Eerst in Suriname, en sinds 1975 in Nederland, maakte hij deel uit van meerdere ensembles en bands, waaronder zijn Carlo Jones and the Surinam Troubadours en The Exmo Stars. Hij speelde in de stijlen bigi-poku en kaseko.

## Biografie
Jones werd in 1939 geboren en leerde saxofoon spelen van zijn vader. Naast allerlei ensembles, speelde hij in de politiekapel, later de militaire kapel, van de Troepenmacht in Suriname (TRIS). Toen hij bij de Surinaamse onafhankelijkheid in 1975 voor de vraag gesteld werd te kiezen voor het leger van Suriname of Nederland, koos hij voor het laatste.
Hij richtte vervolgens Carlo Jones and the Surinam (Kaseko) Troubadours op in de muziekstijl bigi-poku, de akoestische voorloper van de kaseko. Zijn vaste instrument was de tenorsaxofoon en voor gevoelige liedjes bespeelde hij de sopraansaxofoon. Daarnaast speelde hij op de klarinet en fluit. Nadat hij zich bij andere bands aansloot, bleef hij ook muziek maken met zijn troubadours. Zijn broer André speelde sousafoon in deze groep.
Als vaste saxofonist werd hij een factor van betekenis voor de Caribean Combo van Ewald Krolis. Jones was lid geweest van The Cosmo Stars en werd dat ook van de opvolger in Nederland, The Exmo Stars. Begin jaren 1980 behoorde deze groep tot de meest gevraagde kasekogroepen van Nederland. De Nazaten werden in 1995 opgericht. Dit was eveneens een kasekogroep en had eveneens Jones als saxofonist in de gelederen.
Carlo Jones wordt wel de nestor van de kaseko genoemd en speelde op gelijke hoogte met kaseko-saxofonisten als John Campbell die eveneens met Krolis samenwerkte, Carlo Brandon bij onder meer Lieve Hugo en Ramon Laparra van Master Blaster. Jones overleed op 10 oktober 2016. Hij is 77 jaar oud geworden.